# Acanthodoris nanaimoensis
Acanthodoris nanaimoensis is een slakkensoort uit de familie van de Onchidorididae. De wetenschappelijke naam van de soort werd voor het eerst geldig gepubliceerd in 1921 door O’Donoghue.